# ساوث هولاند (إلينوي)
ساوث هولاند (بالإنجليزية: South Holland)‏ هي قرية تقع في الولايات المتحدة في مقاطعة كوك، إلينوي. يقدر عدد سكانها بـ 22,030 نسمة وترتفع عن سطح البحر 183 متر.

## التركيبة السكانية
حدّد مكتب تعداد الولايات المتحدة بيانات التركيبة السكانية لساوث هولاند في تعداد الولايات المتحدة. في ما يلي، التركيبة السكانية حسب تعدادي 2000 و2010.

### تعداد عام 2000
بلغ عدد سكان ساوث هولاند 22,147 نسمة بحسب تعداد عام 2000، وبلغ عدد الأسر 7,663 أسرة وعدد العائلات 6,006 عائلة مقيمة في القرية. في حين سجلت الكثافة السكانية 1,179.3 نسمة لكل كيلومتر مربع (3,054.4/ميل2). وبلغ عدد الوحدات السكنية 7,825 وحدة بمتوسط كثافة قدره 416.7 لكل كيلومتر مربع (1,079.2/ميل2).
وتوزع التركيب العرقي للقرية بنسبة 45.04% من البيض و50.81% من الأمريكيين الأفارقة و0.17% من الأمريكيين الأصليين و0.86% من الأمريكيين ذوي الأصول الآسيوية و0.01% من سكان جزر المحيط الهادئ و1.93% من الأعراق الأخرى و1.18% من عرقين مختلطين أو أكثر و3.77% من الهسبانيون أو اللاتينيون من أي عرق.
بلغ عدد الأسر 7,663 أسرة كانت نسبة 37.7% منها لديها أطفال تحت سن الثامنة عشر تعيش معهم، وبلغت نسبة الأزواج القاطنين مع بعضهم البعض 61.8% من أصل المجموع الكلي للأسر، ونسبة 12.9% من الأسر كان لديها معيلات من الإناث دون وجود شريك، بينما كانت نسبة 3.7% من الأسر لديها معيلون من الذكور دون وجود شريكة وكانت نسبة 21.6% من غير العائلات. تألفت نسبة 19.4% من أصل جميع الأسر من عدة أفراد يعيشون في نفس المنزل ونسبة 11% كانت تتألف من شخص يعيش بمفرده يبلغ من العمر 65 عاماً أو أكثر. وبلغ متوسط حجم الأسرة المعيشية 2.82، أما متوسط حجم العائلات فبلغ 3.24.
بلغ العمر الوسطي للسكان 40.0 عاماً. وكانت نسبة 25.6% من القاطنين تحت سن الثامنة عشر، وكانت نسبة 7% بين الثامنة عشر والرابعة والعشرين عاماً، ونسبة 25.3% كانت واقعةً في الفئة العمرية ما بين الخامسة والعشرين والرابعة والأربعين عاماً، ونسبة 24.1% كانت ما بين الخامسة والأربعين والرابعة والستين، ونسبة 15.7% كانت ضمن فئة الخامسة والستين عاماً فما فوق. يوجد لكل 100 أنثى 91.0 ذكر، ويوجد لكل 100 أنثى في الثامنة عشر من عمرها فما فوق 85.7 ذكر.
بلغ متوسط دخل الأسرة في القرية 60,246 دولارًا، أما متوسط دخل العائلة فبلغ 67,451 دولارًا. وكان متوسط دخل الذكور 46,582 دولارًا مقابل 35,557 دولارًا للإناث. وسجل دخل الفرد الخاص بالقرية 24,977 دولارًا. وكانت نسبة 2.8% من العائلات ونسبة 4.6% من السكان تحت خط الفقر، وكان من هؤلاء نسبة 4.9% تحت سن الثامنة عشر ونسبة 4.2% في الخامسة والستين من العمر وما فوق.

### تعداد عام 2010
بلغ عدد سكان ساوث هولاند 22,030 نسمة بحسب تعداد عام 2010، وبلغ عدد الأسر 7,382 أسرة وعدد العائلات 5,696 عائلة مقيمة في القرية. في حين سجلت الكثافة السكانية 1,173.1 نسمة لكل كيلومتر مربع (3,038.3/ميل2). وبلغ عدد الوحدات السكنية 7,797 وحدة بمتوسط كثافة قدره 415.2 لكل كيلومتر مربع (1,075.4/ميل2).
وتوزع التركيب العرقي للقرية بنسبة 20.46% من البيض و74.22% من الأمريكيين الأفارقة و0.20% من الأمريكيين الأصليين و0.61% من الأمريكيين ذوي الأصول الآسيوية و0% من سكان جزر المحيط الهادئ و2.98% من الأعراق الأخرى و1.52% من عرقين مختلطين أو أكثر و5.78% من الهسبانيون أو اللاتينيون من أي عرق.
بلغ عدد الأسر 7,382 أسرة كانت نسبة 38.7% منها لديها أطفال تحت سن الثامنة عشر تعيش معهم، وبلغت نسبة الأزواج القاطنين مع بعضهم البعض 51.4% من أصل المجموع الكلي للأسر، ونسبة 20.4% من الأسر كان لديها معيلات من الإناث دون وجود شريك، بينما كانت نسبة 5.4% من الأسر لديها معيلون من الذكور دون وجود شريكة وكانت نسبة 22.8% من غير العائلات. تألفت نسبة 19.7% من أصل جميع الأسر من عدة أفراد يعيشون في نفس المنزل ونسبة 8.6% كانت تتألف من شخص يعيش بمفرده يبلغ من العمر 65 عاماً أو أكثر. وبلغ متوسط حجم الأسرة المعيشية 2.89، أما متوسط حجم العائلات فبلغ 3.32.
بلغ العمر الوسطي للسكان 41.9 عاماً. وكانت نسبة 24.9% من القاطنين تحت سن الثامنة عشر، وكانت نسبة 8.6% بين الثامنة عشر والرابعة والعشرين عاماً، ونسبة 21.3% كانت واقعةً في الفئة العمرية ما بين الخامسة والعشرين والرابعة والأربعين عاماً، ونسبة 28.4% كانت ما بين الخامسة والأربعين والرابعة والستين، ونسبة 16.9% كانت ضمن فئة الخامسة والستين عاماً فما فوق. وتوزع التركيب الجنسي للسكان بنسبة 46.3% ذكور و53.7% إناث.

## أعلام
- ديفيد موس
- اميل اندريس
- كيفن درم
- مارك مولدر
- باول غيلمارتن